# Arizona Express
Arizona Express é um filme mudo norte-americano de 1924, do gênero drama, dirigido por Tom Buckingham e estrelando Evelyn Brent. Cópias do filme encontram-se conservadas no Museu de Arte Moderna, Nova Iorque.

## Elenco
- Pauline Starke ... Katherine Keith
- Evelyn Brent ... Lola Nichols
- Anne Cornwall ... Florence Brown
- Harold Goodwin ... David Keith
- David Butler ... Steve Butler
- Francis McDonald ... Victor Johnson
- Frank Beal ... Judge Ashton
- William Humphrey ... Henry MacFarlane